# Hel·ladi (gramàtic)
Hel·ladi, en llatí Helladius, en grec antic Ἑλλάδιος, anomenat Besantinoüs, Besantinus o Bisantinus, fou un gramàtic egipci que va viure al començament del segle iv sota els emperadors Licini I i Maximí Daia.
Va compondre quatre llibres d'extractes diversos amb el títol de πραγματεία χρηστομαθειῶν, que són esmentats per Foci. L'Etymologicum Magnum també els cita amb freqüència.